# رافاييل غارسيا غرانادوس
رافاييل غارسيا غرانادوس (بالإسبانية: Rafael García Granados)‏ هو مؤرخ مكسيكي، ولد في 20 فبراير 1893 في مدينة مكسيكو في المكسيك، وتوفي في 7 يناير 1956.